# Сеу Джордж
Сеу Джордж  (Португальською звучить як: [sew ʒɔʁʒi]) — бразильський музикант, співак, автор пісень та актор народився 8 червня 1970 року. Ім'я при народженні Джордж Маріо да Сілва. Джордж був вихований у місті Белфорд Рохо, недалеко від Ріо-де-Жанейро. Коли йому було 19 років, він став бездомним і залишався на вулиці протягом трьох років; Тим не менш він став відомий у фавелах і  його музичний талант процвітав, коли він жив на вулиці. Основними джерелами натхнення співака є школа самби, а також американський соул-співак Стіві Вандер. Теж співак  відомий своєю грою у фільмі «Місто Бога» в ролі  Неда Нокаута у 2002 році. Його музична робота отримала похвалу багатьох його колег музикантів, включаючи Бек і Девіда Боуві.

## Біографія
Як співак, Сеу Джордж був частиною групи Farofa Carioca, написавши більшість пісень свого дебютного альбому в 1998 під назвою «Moro no Brasil». У 2001 році він випустив альбом Samba Esporte Fino, популярний під впливом музикантів таких як: Джордж Бен Джор, Джилберто Джил та Мілтон Нассіменто. В 2003 році він був випущений за межі Бразилії під назвою Carolina. Його другий альбом, критично відомий Cru («Raw»), був випущений в 2005 році. Сеу Джордж також записав живий дует-альбом «Ana & Jorge» з бразильською співачкою Ана Кароліною, випущений в Бразилії в 2005 році.
Сеу Джордж отримав експозицію завдяки своїй роботі  композитора, актора і саундтреку. Він з'явився у відомому фільмі «Боже Місто»  2002 року, режисера Фернандо Мейреллеса у ролі Мане Галінья, а потім грав Пель ді Сантос в «Уес Андерсон» зі Стівом Зіссо, за що він подарував більшу частину саундтреку у формі португальсько-мовних кавер-версій класики Девіда Боуі. Пізніше Боуі розповів про свою обкладинку альбому «The Life Aquatic Studio Sessions», де зазначив: "якщо б Сеу Джордж не записав мої пісні португальською мовою, я ніколи не чув би нового рівня краси, яку він пройняв ".

 У червні 2006 року він виступав на музичному фестивалі  Боннару в Манчестері, Теннессі та на фестивалі Sudoeste TMN у Португалії. Він також виступав у 2006 році на Bluesfest в Оттаві та виступав на Гавані в Торонто. Виступи Джорджа відомі своїми захоплюючими моментами, а також тим, як він вміє запалити натовп. У січні 2010 року він виступав з корпорацією Thievery в Остін Сіті Лімітс, який пізніше транслювався на PBS.
 
 Його альбом «América Brasil» мав обмежений випуск серед Бразилійців у 2007 році під маркою «Cafuné Gravadora», який був розповсюджений у Великій Британії «Належним Музичним Розповсюдженням». У травні 2010 року Now-Again Records оголосила про те, що новий альбом Джорджа « Seu Jorge & Almaz» разом із барабанщиком Пупілло та гітаристом Лучіо Майа з Нацао Зумбі та басистом і композитором Антоніо Пінто буде випущений в Північній Америці, Японії, Австралії та Новій Зеландії 27 липня та в Європі 14 вересня. Альбом був описаний такими словами: « Наскільки може бути потужна бразильська музика душі».
У 2011 році він співпрацював з Беком у репертуарі Маріо С. «Tropicália» для останнього благодійного альбому Red Hot Organization «Red Hot + Rio 2.». Альбом є продовженням 1996 року «Red Hot + Rio». Надходження від продажу будуть пожертвувані для підвищення обізнаності та грошей для боротьби зі СНІДом та ВІЛ та пов'язаними з ним питаннями охорони здоров'я та соціальної сфери.
У 2012 році він співпрацював з американським модельєром Рейчел Рой на лінії спортивного одягу, взуття, ювелірних виробів та сумок. Співпраця є частиною нової кампанії Macy, яка підкреслює Бразилію та її культуру та доступна виключно на вебсайті Macy's та Rachel Roy.
12 серпня 2012 року Сеу Джордж виступив на церемонії закриття літньої Олімпіади 2012 року в Лондоні під час передачі секції церемонії, яка була восьмимісячним сегментом, який представив Ріо у світі. Хорхе виконав разом з художниками Ріо Б Негау та Марією Монте і завершив з несподіваним появою Пеле.
Сеу Джордж з'явився в рок-альбомі репера Таліб Квелі у травні 2013 під назвою Prisoner of Conscious в пісні «Favela Love». 
В даний час він живе зі своєю дружиною та дітьми в Лос-Анджелесі.
У 2015 році він був призначений на 16-ту латинську премію «Греммі» у категорії «Найкращий бразильський сучасний поп-альбом».

8 вересня він виступив після освітлення котла на церемонії відкриття літньої Паралімпіади 2016 року в Ріо-де-Жанейро.

30 травня 2017 року Джордж виконував «The Life Aquatic Tribute To David Bowie» у Королівському Альберт-Холі в Лондоні, де народився і виріс Боуі.
За даними тесту ДНК, Сеу Джордж становить 85,1 % африканських, 12,9 % європейських та 2 % індіанських коренів.

## Дискографія
- Samba Esporte Fino (також випущений як Кароліна від Regata Musica, пан Бонго і Quantitum Solutions) (2001)
- Cru  (Був виданий в Бразилії, Європі і Японії)(2005)
- The Life Aquatic Studio Sessions (2005)
- América Brasil O Disco (2007)
- Seu Jorge & Almaz (2010)
- Músicas para Churrasco, Vol. 1 (2011)
- Carolina: Deluxe Edition (2014)
- Músicas para Churrasco, Vol. 2 (2015)

## Фільмографія
- Місто Бога (2002)
- Moro no Brasil (2002)
- Водне життя зі Стівом Зіссу (2004)
- Будинок з піску й туману (2005)
- Elipsis (2006)
- Стартап (2008)
- Carmo (2008)
- The Elite Squad 2 (2010)
- Sleepwalkers (2010)
- E Aí…Comeu? (2012)
- Reis e Ratos (2012)
- Місто Бога 10 років по-тому (2012)
- Pelé: Birth of a Legend (2016)
- Виконавче розпорядження (2020)
- Астероїд-Сіті (2023)

### Музичні DVD
- MTV Apresenta Seu Jorge (2004)
- Ana & Jorge: Ao Vivo with Ana Carolina (2005)
- Seu Jorge — Live at Montreux (2006)
- América Brasil Ao Vivo (2009)